# Нуно Гонсалвес
Нуно Гонсалвес (порт. Nuno Gonçalves; стварао у периоду 1450—72.), португалски сликар за ког се сматра да је увео ренесансни стил сликарства у Португал. Године 1882., након открића јединог дјела за које се са сигурношћу може рећи да је његово — олтарне слике за манастир Сао Висенте — Гонсалвес је напокон, након 400 година анонимности, признат као оснивач португалске школе сликарства и важан сликар у историји умјетности. 
Изгледа да је постао дворски сликар краља Алфонса V 1540. године. Записи у локалним књигама такође потврђују да је наплатио рад на олтарној слици за Краљевску палату у Синтри (1470.) као и да је 1471. године проглашен званичним сликарем града Лисабона. Осим ових информација ништа више није познато о његовом животу и дјелу. 